# Dick Schoon
Dick Schoon (vollständiger Name: Dirk Jan Schoon; * 20. Dezember 1958 in IJmuiden) ist der 18. altkatholische Bischof von Haarlem.

## Leben

### Ausbildung und Werdegang
Dick Schoon ist gebürtiger Alt-Katholik und stammt aus der nordholländischen Stadt IJmuiden im Bistum Haarlem. Nach dem Besuch des Gymnasiums in Driehuis-Velsen studierte er von 1977 bis 1981 Psychologie und Theologie (mit dem Hauptfach Altes Testament) an der Universität von Amsterdam, danach folgte die Ausbildung zum Priester am Alt-Katholischen Seminar der Universität Utrecht. Die Priesterweihe empfing er 1989. Er arbeitete als Seelsorger bis 1992 in Amsterdam, anschließend bis 2007 in seiner Heimatpfarrei St. Engelmundus. Anschließend übernahm er wieder die Seelsorge in der Amsterdamer Parochie. Im Jahr 2004 wurde er an der Freien Universität Amsterdam mit einer Dissertation zur Geschichte der Alt-Katholischen Kirche der Niederlande im 19. Jahrhundert promoviert. Als Dekan des Bistums Haarlem vertrat er zeitweise Bischof Jan Wirix im Collegiaal Bestuur, dem Exekutivorgan der niederländischen Alt-Katholischen Kirche.

### Wahl und Weihe zum Bischof
Am 19. April 2008 wurde Dick Schoon mit 17 von 23 Stimmen zum Nachfolger des am 29. Februar desselben  Jahres verstorbenen Bischofs Wirix gewählt. Die Bischofsweihe empfing er am 29. Juni 2008 in der Haarlemer St. Bavo-Kirche durch den Erzbischof von Utrecht, Joris Vercammen unter Assistenz der Bischöfe David Hamid und Dušan Hejbal sowie weiterer Bischöfe aus der Utrechter Union und der Anglican Communion.
Sein Wahlspruch nach Jesaja 45,20–22  lautet: Deus justus et salvans („Gott ist gerecht und befreiend“).

### Bischofsamt
Schoon ist neben seinen Aufgaben als Diözesanbischof weiterhin in der Pfarrseelsorge in Amsterdam tätig. Zudem nimmt er die Aufgabe eines Delegaten der Internationalen Bischofskonferenz der Utrechter Union für die altkatholischen Gemeinden in Schweden und Dänemark wahr.

### Familie
Dick Schoon ist seit 1985 mit der niederländischen Theologin Lidwien van Buuren verheiratet.

## Veröffentlichungen (Auswahl)
- De Oud-Katholieke Kerk. Wegwijs: kerken en groeperingen. Kampen 1999.
- M.A.H.P. van Stiphout, Van de paus of van de koning? Zeger-Bernard van Espen en het appel comme d’abus. In: Pro Memorie, Bijdragen tot de rechtsgeschiedenis van Nederland. Band 1, 1999, S. 100–114.
- Teresa Takken, Op Adelaarsvleugels … In: Victor Bulthuis, Nol Hogema (Hrsg.): Spirituele Renaissance. Heeswijk 1999.
- Oude en nieuwe bisschoppen. De 'oud-katholieken' en 1853. In: Jurjen Vis, Wim Janse: Staf en storm. Het herstel van de bisschoppelijke hierarchie in Nederland in 1853: actie en reactie. Hilversum 2002, S. 166–187.
- Van bisschoppelijke Cleresie tot Oud-Katholieke Kerk. Bijdrage tot de geschiedenis van het katholicisme in Nederland in de 19de eeuw. Valkhof Pers, Nijmegen 2004, ISBN 90-5625-165-1.
- Godfried Johannes Spruit, Pastor auf Nordstrand 1880–1908 / Godfried Johannes Spruit, pastoor op Nordstrand 1880–1908. In: Alt-katholische Pfarrgemeinde Nordstrand (Hrsg.): De Domo Nordstrandica. Festschrift zum 350jährigen Bestehen der alt-katholischen Pfarrgemeinde Nordstrand (1654–2004). Uthlande-Verlag, Nordstrand 2004, ISBN 3-00-013066-7, S. 81–107.
- Katholiek maar niet rooms. De ontwikkeling van een minderheid in de negentiende eeuw. In: Kunst en Wetenschap. Band 13 (2004/05), Nr. 4, S. 15–16.
- Cleresie (Oud-Bisschoppelijke). In: George Harinck u. a. (Hrsg.): Christelijke Encyclopedie. Kampen 2005, S. 344.
- Heimatlose im katholischen Europa des 19. Jahrhunderts. Alvaro und Heinrich von Liano und ihre Beziehungen zur Bischöflichen Klerisei in den Niederlanden und zur altkatholischen Bewegung in Deutschland. In: Internationale Kirchliche Zeitschrift (IKZ). Nr. 97. Bern 2007, S. 73–105, 161–189.
- Casparus Johannes Rinkel. Kroniek van gebeurtenissen betreffende de oud-katholieken inzonderheid in Nederland (1845–1894). Valkhof Pers, Nijmegen 2006.